# 金融分析
財務分析，或稱金融分析、財務報表分析、會計分析（英語：Financial analysis）等，是指對企業組織等的業務、子業務或項目的可行性、穩定性和盈利能力的評估。它由使用比率和其他技術編制報告的專業人員執行，這些技術利用從財務報表和其他報告中獲取的資訊。這些報告通常提交給最高管理层，作為他們制定業務決策的依據之一。
財務分析可以確定企業是否：
- 繼續或終止其主要業務或部分業務
- 在其產品的製造過程中製造或購買某些材料
- 購買或出租/租賃某些機器和設備以生產其商品
- 發行股份或與銀行協商貸款以增加其營運資金
- 做出有關投資或借貸資本的決定
- 做出其他決策，使管理層能夠在開展業務時對各種備選方案做出明智的選擇